# Tregnago
Tregnago är en ort och kommun i provinsen Verona i regionen Veneto i Italien. Kommunen hade 4 890 invånare (2018).